# 鴉巢山
鴉巢山（英語：Crow's Nest）是香港的一座小山，位於九龍蘇屋以北，海拔194米，其西北是尖山（鷹巢山），東面則為筆架山。龍翔道及大埔道均駛經其西南山腰，李鄭屋邨則位於其南面山腳，其東面為帝景居、帝景臺、帝景軒等私人屋苑。